# NGC 1195
NGC 1195 (również PGC 11517) – galaktyka eliptyczna (E-S0), znajdująca się w gwiazdozbiorze Erydanu. Odkrył ją John Dreyer 8 stycznia 1877 roku.